# فرناندا غوميز
فرناندا غوميز (بالبرتغالية: Fernanda Gomes‏) هي فنانة برازيلية، ولدت في 1960 في ريو دي جانيرو في البرازيل.